# 江屯剿匪阵亡烈士纪念碑
江屯剿匪阵亡烈士纪念碑，位于中国广东省肇庆市广宁县江屯镇。2004年11月，列入广宁县文物保护单位。